# 체사피크만 해전

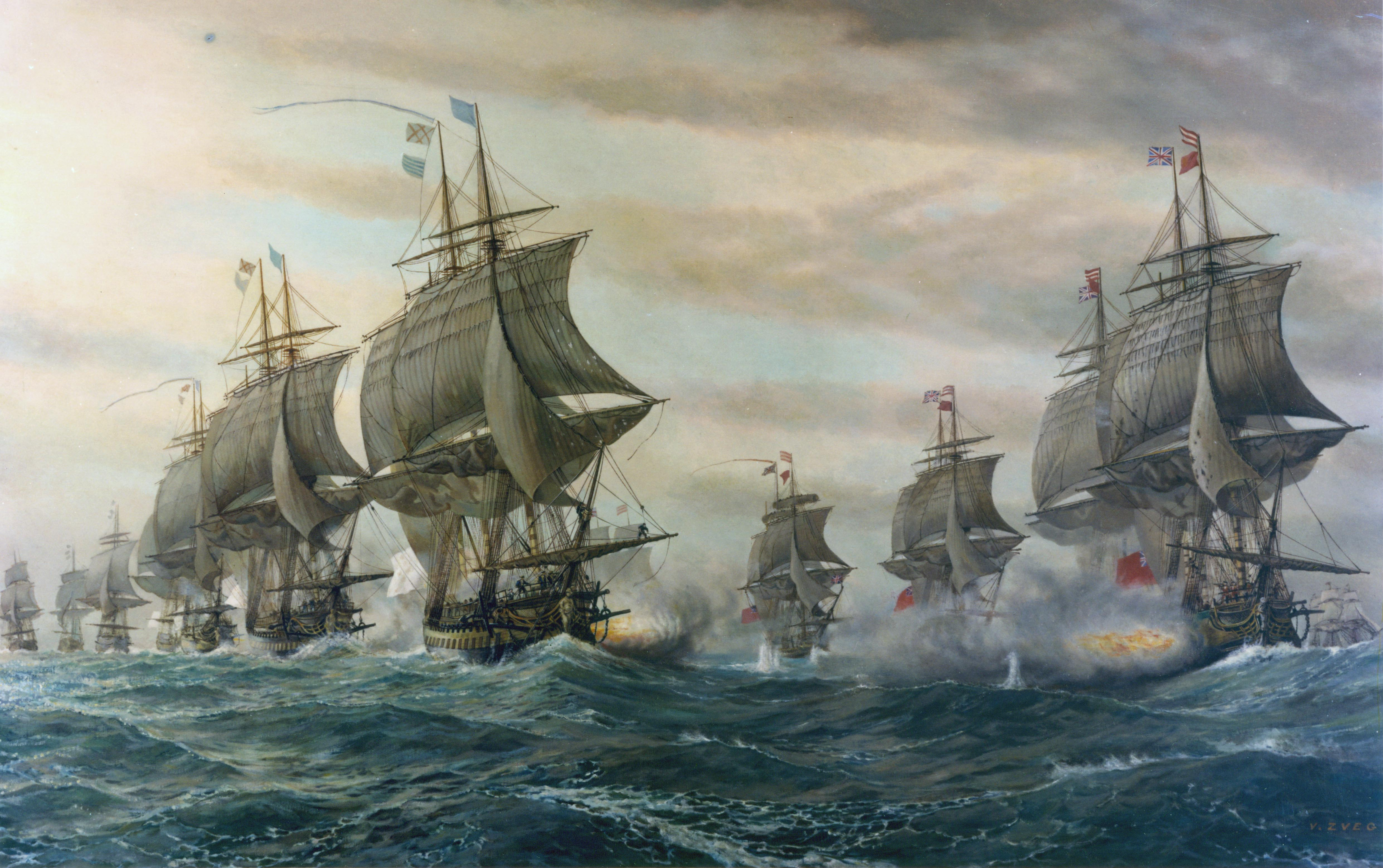

체사피크 만 해전(Battle of the Chesapeake 또는 Battle of the Virginia Capes, Battle of the Capes)은 미국 독립 전쟁 중 1781년 9월 5일, 체사피크 만 입구에서 해군 소장 토마스 그레이브스가 이끄는 영국 해군과 프랑스의 해군 소장 유리 백작 프랑스와 드 그라스가 이끄는 프랑스 왕국 사이에 벌어진 해전이다. 이 해전은 전술적으로는 영국이 1척이 침몰당하고 2척이 파손당했으며 프랑스는 단 한척도 잃지않은, 그리 심각한 패배는 아니었지만 전략적으로는 요새에 고립된 육군을 구원하지 못한 영국 해군의 뼈아픈 패배로 끝났다. 영국 해군은 1588년에 스페인 무적함대를 물리치고 제2차 세계대전까지 400여년 기간 동안 가장 심각한 패배였다.
프랑스 함대의 승리로, 버지니아 요크타운에 주둔하고 있던 찰스 콘월리스 장군의 부대에 증원군을 보내려던 영국 해군의 임무는 무위로 돌아갔다. 또한 조지 워싱턴 군이 뉴욕에서 체사피크만을 통해서 군대와 보급 물자를 운반하는 것을 방해할 수 없었다. 그 결과 요크타운 포위전으로 보급물자와 증원군이 끊긴 콘월리스가 이끄는 영국군은 항복할 수밖에 없었다. (독립 전쟁에서 두 번째로 큰 영국군의 항복). 그 후, 영국은 미국의 독립을 인정하게 되었다.

## 같이 보기
- 미국 독립 전쟁
- 요크타운 전투